# Pieces of My Life
Pieces of My Life è un brano musicale composto da Troy Seals ed originariamente registrato da Charlie Rich per il suo album del 1974 The Silver Fox.
Nel 1975 Elvis Presley reinterpretò il brano per l'inclusione nel suo album Today. Pubblicata come singolo (con Bringing It Back sul lato B) il 20 settembre 1975, la versione di Elvis raggiunse la posizione numero 33 nella classifica Billboard Country.

## Versione di Elvis Presley

### Registrazione
Presley registrò la canzone il 12 marzo 1975, presso lo Studio C della RCA a Hollywood, per il suo album Today. L'incisione vede James Burton, John Wilkinson e Charlie Hodge alle chitarre, Duke Bardwell al basso, Ronnie Tutt alla batteria, Glen D. Hardin e Tony Brown al piano, David Briggs e Greg Gordon al clavinet. La registrazione fu poi oggetto di sovraincisioni da parte di Johnny Christopher e Chip Young alle chitarre, Norbert Putnam e Mike Leech al basso, Richard F. Morris alle percussioni, Charles L. Rose al sax, Harvey L. Thompson al trombone, Harrison Calloway alla tromba, Ronald Eades al sax baritono e The Holladays ai cori.

Durante la sessione, Brian Wilson dei Beach Boys capitò in studio. Wilson ricordò: 
e poi lui disse che doveva andare.»
 Secondo quanto riportato dal membro della Memphis Mafia Jerry Schilling, Wilson suonò alcuni dei recenti brani della band a Presley: «Dopo qualche canzone, Brian disse: "Beh? Pensi che ci sia qualcosa di buono?" Elvis alzò lo sguardo e rispose "Naaah" prima di andarsene. Non credo che avesse idea che il tizio fosse Brian Wilson.»

### Pubblicazione
Il 20 settembre 1975, "con assolutamente nulla di nuovo da pubblicare, e nessuna prospettiva di altre sessioni di registrazione a breve termine", la RCA Victor fece uscire su singolo Pieces of My Life e un'altra canzone tratta dallo stesso album, Bringing It Back, che raggiunse la posizione numero 65 nella statunitense Billboard Hot 100, mentre Pieces of My Life giunse alla numero 33 nella classifica di Billboard riservata alla musica country.

### Tracce
7" single (RCA Victor PB-10401, 1975)
1. Bringing It Back – 2:58 (Greg Gordon)
2. Pieces of My Life – 3:59 (Troy Seals)